# هاينز هابر
هاينز هابر (بالألمانية: Heinz Haber)‏ (و. 1913 – 1990 م) هو فيزيائي، ومذيع، وعالم فيزياء فلكية، وكاتب، وكاتب سيناريو من ألمانيا . ولد في مانهايم.
توفي في هامبورغ، عن عمر يناهز 77 عاماً.

## روابط خارجية
- هاينز هابر على موقع IMDb (الإنجليزية)
- هاينز هابر على موقع مونزينجر (الألمانية)